# Jago Siotto
Jago Siotto (Guamaggiore, 5 agosto 1876 – Cagliari, 17 ottobre 1958) è stato un avvocato, giornalista e attivista italiano.

## Biografia
Era figlio di Annibale e di donna Antonietta Pisano. Aveva studiato alla facoltà di giurisprudenza presso l'Università degli Studi di Cagliari.
Militò fin da giovane nelle file socialiste, nel 1895 fu arrestato durante la campagna elettorale, in appoggio al candidato socialista Giuseppe de Felice Giuffrida.
Nel 1899 a Cagliari assunse la direzione del settimanale La Volontà che iniziò le pubblicazioni il 18 febbraio.
Nel 1902 divenne segretario della sezione socialista di Cagliari e dal 1 marzo 1903 assunse la direzione del periodico La lega (Organo dei socialisti sardi) . Il periodico sospese le pubblicazione nel 1904 e fu sostituito dal settimanale “Primavera umana”, che fu fondato ad Iglesias.
Dal 1906 al 1908 collaborò al quotidiano L'Unione Sarda. 
Interventista aveva partecipato alla prima guerra mondiale, finita la guerra, riprese la sua attività di avvocato.
Dopo l’armistizio della seconda guerra mondiale su proposta degli esponenti dei vari partiti, assunse la direzione de L’Unione Sarda dal novembre 1943 al marzo 1944.